# Maciej Łasicki
Maciej Piotr Łasicki (Gdańsk, 12 de octubre de 1965) es un deportista polaco que compitió en remo.
Participó en los Juegos Olímpicos de Barcelona 1992, obteniendo una medalla de bronce en la prueba de cuatro con timonel. Ganó tres medallas en el Campeonato Mundial de Remo entre los años 1991 y 1995.

## Palmarés internacional
| Juegos Olímpicos   | Juegos Olímpicos         | Juegos Olímpicos  | Juegos Olímpicos   |
| Año                | Lugar                    | Medalla           | Prueba             |
| ------------------ | ------------------------ | ----------------- | ------------------ |
| 1992               | Barcelona (España)       | Medalla de bronce | Cuatro con timonel |
| Campeonato Mundial |                          |                   |                    |
| Año                | Lugar                    | Medalla           | Prueba             |
| 1991               | Viena (Austria)          | Medalla de bronce | Cuatro con timonel |
| 1993               | Račice (República Checa) | Medalla de plata  | Cuatro sin timonel |
| 1995               | Tampere (Finlandia)      | Medalla de bronce | Cuatro sin timonel |